# Marco Pacella
Marco Pacella es un personaje ficticio de la serie de televisión The 4400 (Los 4400 en España) de la cadena estadounidense USA Network, interpretado por Richard Kahan. 

## Historia
Marco es un empleado de la sala de teorías del NTAC, y fue él quién propuso que cada 4400 ha causado un "efecto onda". 

### Primera temporada
Su relación con los agentes Tom Baldwin y Diana Skouris de NTAC fue tensa inicialmente; Tom tenía poca paciencia para la metodología de la sala de teorías, pero Diana le pediría a Tom que fuera más amistoso. Cuando Tom fue a rescatar a su hijo Kyle, Diana le pidió ayuda a Marco. Esa fue la primera vez que Marco hizo alusión a sus sentimientos por Diana, al decirla que no les ayudaba por Tom.

### Segunda temporada
Marco continúa ayudando a los agentes del NTAC en la sala de teorías. Su amistad con Diana crece. Cuando el gobierno quiso analizar el diario donde Maia, la hija de Diana, escribía sus visiones, Marco ayudó a Diana falsificando el diario para que no tuviera que dar el verdadero al gobierno. En este diario, Maia había predicho la muerte de Marco. 
Marco y Diana finalmente comienzan una relación en el último capítulo de la segunda temporada, "Los jefes de mamá".

## Poderes
Tras ser infectado por el virus de promicina que originaba el poder de Danny Farrell, en el último capítulo de la cuarta temporada, Marco puede teletransportarse a cualquier lugar en el que esté pensando. Marco está mirando en el NTAC una foto de Ciudad Promesa y de repente aparece allí.
- Datos: Q5795217